# Marxisme analytique
Le marxisme analytique est un courant de pensée développé dans le monde anglo-saxon dans les années 1980. L'objectif du marxisme analytique est d'interpréter de manière claire et rigoureuse la pensée de Marx à l'aide d'outils utilisés traditionnellement par la philosophie analytique et les sciences sociales (ex: théorie du choix rationnel). Puisque la méthode du marxisme analytique est différente de celle utilisée traditionnellement, plusieurs interprètes de Marx accuseront ce mouvement de dénaturer Marx. Le mouvement est principalement associé avec le « September Group ». Ce groupe doit son nom aux rencontres bisannuelles de ses membres. Les membres principaux de ce groupe sont Gerald Cohen, John Roemer, Jon Elster, Adam Przeworski, Erik Olin Wright, Philippe Van Parijs et Robert-Jan van der Veen.